# Bythitidae

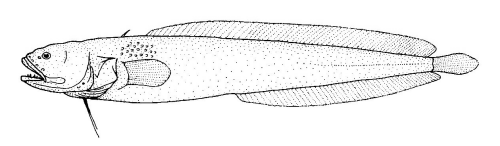
Dermatopsis macrodon

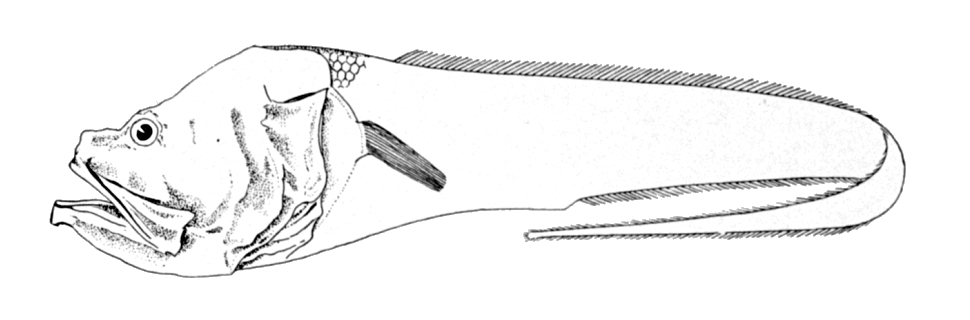
Hephthocara simum

I Bythitidae sono una famiglia di pesci ossei appartenenti all'ordine Ophidiiformes.

## Distribuzione e habitat
Questa famiglia è diffusa in tutti gli oceani.
Nel mar Mediterraneo sono presenti quattro specie:
- Bellottia apoda
- Cataetyx alleni
- Cataetyx laticeps
- Grammonus ater

I Bythitidae sono principalmente marini e in molti casi abissali. Una minoranza di specie vive in acque dolci o salmastre. Esistono inoltre alcune specie che vivono nelle grotte, in acque sotterranee sia marine che dolci.

## Descrizione
Sono pesci dal corpo piuttosto allungato e compresso ai lati, quasi anguilliforme, con scaglie piccole (talvolta assenti). È presente la vescica natatoria. Le pinne dorsale e anale spesso sono unite all'estremità posteriore del corpo e la pinna caudale è indistinta.
Si tratta di pesci piuttosto piccoli che raramente superano i 10 cm.

## Biologia
Sono in genere pesci lucifughi, con abitudini notturne se costieri oppure limitati ai bui fondali del piano abissale o alle grotte.

### Alimentazione
Carnivori, si cibano di invertebrati o pesciolini.

### Riproduzione
Sono vivipari con fecondazione interna mediante spermatofore.

## Pesca
Di limitato interesse solo per alcune specie.

## Tassonomia
In passato considerati una sottofamiglia degli Ophidiidae.

## Generi
- Acarobythites
- Alionematichthys
- Beaglichthys
- Bellottia
- Bidenichthys
- Brosmodorsalis
- Brosmolus
- Brosmophyciops
- Brosmophycis
- Brotulinella
- Bythites
- Calamopteryx
- Cataetyx
- Dactylosurculus
- Dermatopsis
- Dermatopsoides
- Diancistrus
- Didymothallus
- Dinematichthys
- Diplacanthopoma
- Dipulus
- Eusurculus
- Fiordichthys
- Grammonus
- Gunterichthys
- Hastatobythites
- Hephthocara
- Lapitaichthys
- Lucifuga
- Majungaichthys
- Mascarenichthys
- Melodichthys
- Microbrotula
- Monothrix
- Ogilbia
- Ogilbichthys
- Paradiancistrus
- Porocephalichthys
- Pseudogilbia
- Pseudonus
- Saccogaster
- Stygnobrotula
- Thalassobathia
- Thermichthys
- Tuamotuichthys
- Typhliasina
- Ungusurculus
- Zephyrichthys